# Arbeitsgericht Hof
Das Arbeitsgericht Hof war ein bayerisches Arbeitsgericht mit Sitz in Hof (Saale).

## Geschichte
Gemäß Arbeitsgerichtsgesetz vom 23. Dezember 1926 wurden in Deutschland Arbeitsgerichte gebildet. Diese waren nur in der ersten Instanz organisatorisch selbstständige Gerichte, die Landesarbeitsgerichte waren den Landgerichten zugeordnet. Am Landgericht Hof entstand so 1927 das Landesarbeitsgericht Hof als eines von 23 Landesarbeitsgerichten in Bayern. In Hof entstand das Arbeitsgericht Hof als eines von drei Arbeitsgerichten des Landesarbeitsgerichts. Sein Sprengel umfasste den Gerichtsbezirk des Amtsgerichts Hof. Es bestand eine allgemeine Kammer für Arbeiter und Angestellte und eine Kammer für das Handwerk. Daneben bestand eine Angestelltenkammer für den Landesarbeitsamtsbezirk.
Bereits 1929 wurde die Zahl der Arbeitsgerichte deutlich reduziert. Das Landesarbeitsgericht Hof wurde aufgehoben, seine Aufgaben übernahm das Landesarbeitsgericht Bamberg. Der Sprengel des Arbeitsgerichts Hof wurde um die Gerichtsbezirke der Amtsgerichte Kirchenlamitz, Münchberg, Naila und Rehau erweitert da die Arbeitsgerichte Kirchenlamitz, Münchberg, Naila und Rehau aufgehoben wurden.
Nach der Besetzung Deutschlands durch die Alliierten wurden 1945 zunächst alle Gerichte geschlossen. Die ordentlichen Gerichte wurden schon bald wieder eröffnet, während die Arbeitsgerichte zunächst nicht wieder eingerichtet wurden, so dass arbeitsgerichtliche Streitigkeiten von den ordentlichen Gerichten erledigt werden mussten. Gemäß Kontrollratsgesetz 21 vom 30. März 1946 sollten in Deutschland Arbeitsgerichte aufgebaut werden. Mit dem bayerischen Vollzugsgesetz vom 6. Dezember 1946 richtete das Staatsministerium für Arbeit und Sozialordnung am 30. Januar 1947 die Arbeitsgerichte wieder ein. Das Arbeitsgericht Hof entstand dabei nicht neu.